# Naherholungsgebiet Fulda-Aue
Das Naherholungsgebiet Fulda-Aue, regional vor allem als „Aueweiher“ bekannt, ist ein Naherholungsgebiet in der osthessischen Stadt Fulda.

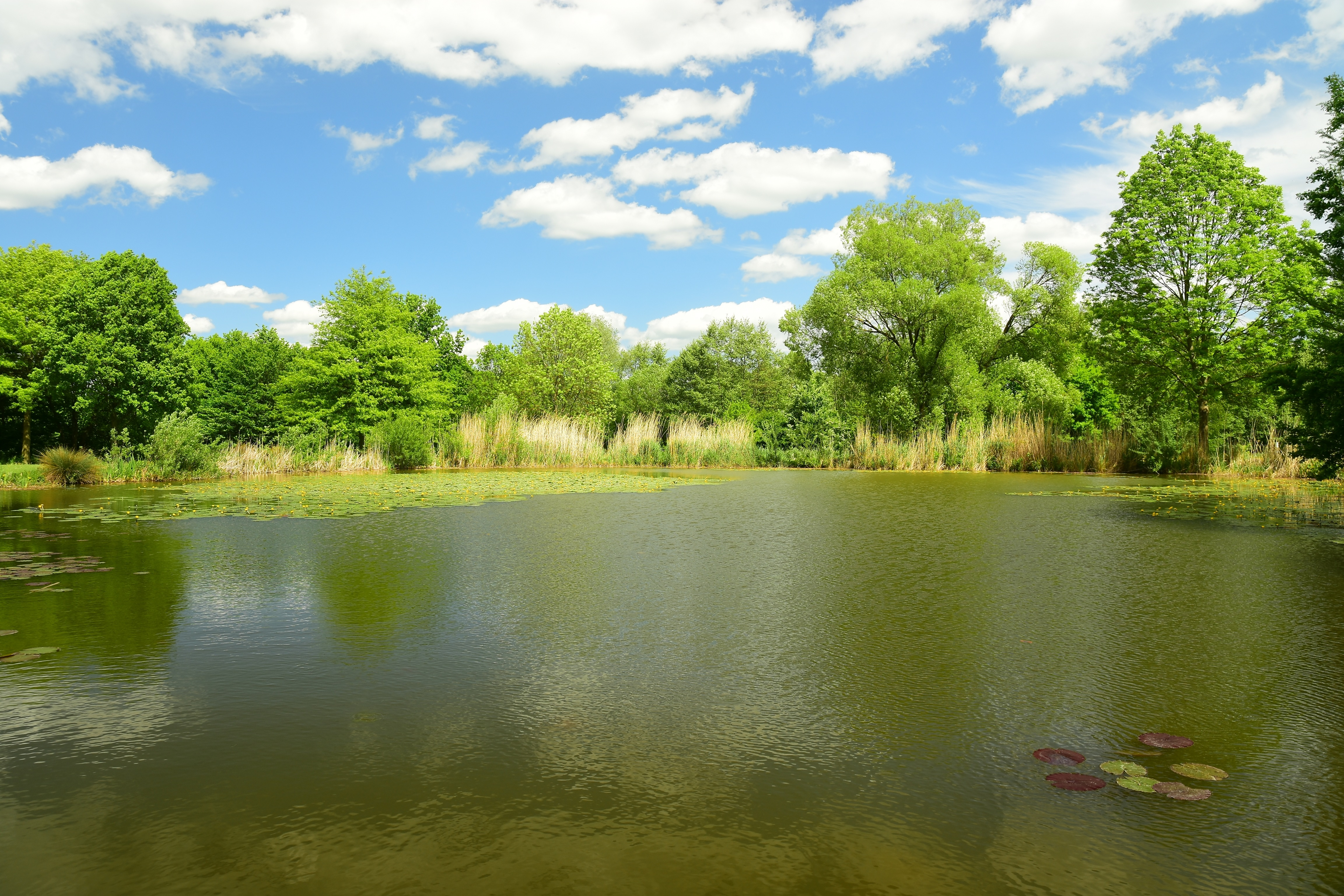
Teich in den Fulda-Auen auf dem Landesgartenschaugelände von 1994 und 2023

## Abgrenzung des Gebietes
Da die Fulda die Stadt durchfließt, gibt es in weiten Teilen Fuldas Auenbereiche, vor allem auch in den Stadtteilen im sog. Fuldatal (Gläserzell, Kämmerzell und Lüdermünd).
Auch in diesen Bereichen gibt es Fahrradwege und Naherholungsmöglichkeiten. Das eigentliche Naherholungsgebiet Fulda-Auen liegt allerdings im Westen der Innenstadt und des Südends unmittelbar vor dem Westend mit der Ortslage Neuenberg und dem Stadtteil Sickels. Das Naherholungsgebiet stellt mit den Fuß- und Radwegen dementsprechend eine Verbindung zwischen der Ortslage Neuenberg im Westend und der Innenstadt dar.

## Entwicklung
Das Naherholungsgebiet befindet sich vor allem im Bereich der beiden mittlerweile verbundenen Weiher. Westlich davon wurde das Gebiet durch die erste Fuldaer Landesgartenschau 1994 teilweise neu gestaltet. Hier entstand u. a. das Umweltzentrum Fulda. Einen weiteren Fortschritt erfuhr das Gebiet im Rahmen der Landesgartenschau 2023. Zukünftig ist für den Aueweiher ein Strand geplant. Im Naherholungsgebiet liegt zudem das Feuerwehrmuseum. Es ist geplant, den Aue-Park in Richtung Süden zu erweitern.

## Sport
Das Naherholungsgebiet bietet weiträumige Wege, die von Wanderern, Joggern, Fahrradfahren etc. genutzt werden. Außerdem befindet sich das Stadion der Stadt Fulda, das auch Sportpark Johannisau genannt wird, in unmittelbarer Nähe.

## Verkehr

### Öffentlicher Nahverkehr
Im ÖPNV wird das Gebiet vor allem durch die Fuldaer Stadtbuslinie 7 und Fuldaer Stadtbuslinie 16 erschlossen. Die nächstgelegenen Haltestellen sind dabei die Haltestellen Hainzeller Straße, Stadion und Aueweiher.

### Fahrradverkehr und Fußgänger
Für Fahrradfahrer und Fußgänger stehen etliche Fahrradwege zur Verfügung, die an die weiteren Fuldaer Auengebiete anschließen und sich nicht nur auf das Naherholungsgebiet beschränken. In Vorbereitung auf die Landesgartenschau 2023 wurden für eine Trennung von Fußgängern und Radfahrern neue Wege gebaut.

### Individualverkehr
Das Gebiet wird vor allem durch die Neuenberger Straße und die Johannisstraße erschlossen. Die Hornungsbrücke über die Fulda an der Johannisstraße bindet an die Fuldaer Innenstadt an.